# Paul Futcher
Paul Futcher (Chester, 25 settembre 1956 – Sheffield, 23 novembre 2016) è stato un allenatore di calcio e calciatore inglese, di ruolo difensore.

## Biografia
Suo fratello gemello Ron è stato a sua volta un calciatore professionista; i due hanno anche giocato insieme nel Luton Town. Il fratello maggiore Graham (di tre anni più anziano) ha inoltre a sua volta avuto una breve carriera professionistica, durata una sola stagione (nella quale peraltro è anche stato compagno di squadra di Paul, al Chester City).

## Caratteristiche tecniche
Era un difensore centrale.

## Carriera

### Giocatore

#### Club
Futcher esordisce tra i professionisti ancora sedicenne nella parte finale della stagione 1972-1973 con il Chester City, club della quarta divisione inglese; rimane poi in squadra anche per l'intera stagione 1973-1974, disputando in totale 20 partite di campionato nell'arco di questo biennio. Viene poi ceduto per 100000 sterline al Luton Town, club di prima divisione, con cui appena diciottenne gioca 19 partite in questa categoria nella stagione 1974-1975, che gli Hatters terminano però con una retrocessione in seconda divisione. Gioca quindi in questa categoria per le successive tre stagioni, durante le quali segna anche il suo primo gol tra i professionisti e gioca in totale 112 partite di campionato.
Nell'estate del 1978 viene acquistato per 350000 sterline dal Manchester City, club di prima divisione; la cifra spesa dai Citizens per assicurarsi le prestazioni del vendiduenne Futcher era all'epoca la più alta mai spesa da un club inglese per un difensore. Le sue prestazioni con il club di Manchester sono però al di sotto delle aspettative: nella stagione 1978-1979 gioca 24 partite in campionato e 2 partite in Coppa UEFA, mentre l'anno seguente dopo ulteriori 13 presenze in campionato viene ceduto nel mese di dicembre per 150000 sterline all'Oldham Athletic, club di seconda divisione, con il quale gioca poi fino al febbraio del 1983 per un totale di 98 presenze ed un gol in incontri di campionato. Passa poi al Derby County, con cui dal febbraio al dicembre del 1983 totalizza 35 presenze fra seconda e terza divisione (in seconda divisione nella seconda metà della stagione 1982-1983 ed in terza divisione nella prima metà della stagione 1983-1984).
Nel dicembre del 1983 viene ceduto al Barnsley, in seconda divisione; qui, dopo diverse stagioni con frequenti cambi di maglia, trova maggiore stabilità: rimane infatti ai Tykes fino al termine della stagione 1989-1990, per un totale di complessive 230 presenze (senza reti) in incontri di campionato con il club biancorosso. Inizia poi la stagione 1990-1991 in quarta divisione all'Halifax Town, dove però gioca 15 partite finendo rapidamente ai margini della rosa, tanto che già nel gennaio del 1991 viene ceduto, al Grimsby Town: qui, alla soglia dei 35 anni, Futcher pur tornando in seconda divisione riesce nuovamente a tornare a giocare con regolarità, restando in squadra fino al termine della stagione 1994-1995 per un totale di 132 presenze in incontri di campionato con i Mariners. Tra il luglio e l'agosto del 1995 è poi tesserato del Dundalk, club della prima divisione irlandese, con cui gioca 2 partite nei turni preliminari della Coppa UEFA 1995-1996; dall'agosto al novembre del 1995 milita poi nei semiprofessionisti inglesi del Droylsden, per poi dopo una fugace esperienza come allenatore del Darlington (club di quarta divisione) passare ai Gresley Rovers, con i quali conclude la stagione 1995-1996 e trascorre anche l'intera stagione 1996-1997, nella quale è anche allenatore del club (ruolo che ricopriva già dal suo arrivo in squadra) ed in cui vince la Southern Football League (sesta divisione). Dal 1997 al 2000 gioca poi a livello semiprofessionistico con il Southport, club di cui è contemporaneamente anche allenatore, e con cui gioca le sue ultime partite nel 2000, all'età di 44 anni. Con quest'ultimo club nella stagione 1997-1998 raggiunge inoltre la finale di FA Trophy (perdendola).
In carriera ha totalizzato complessivamente 698 presenze e 2 reti nei campionati della Football League, divise su un intervallo temporale di 23 anni (su 28 complessivi della sua carriera da calciatore).

#### Nazionale
Tra il 1976 ed il 1978 ha giocato complessivamente 11 partite con la nazionale inglese Under-21. In carriera ha inoltre ricevuto due convocazioni per la nazionale maggiore, nella quale non ha però mai esordito.

### Allenatore
Oltre alle precedentemente citate esperienze a Darlington, Gresley Rovers e Southport ha continuato ad allenare per alcuni anni a livello semiprofessionistico: in particolare nella stagione 2001-2002 è stato tecnico degli Stalybridge Celtic, mentre nel 2005 ha allenato l'Ashton Utd.

## Palmarès

### Giocatore

#### Competizioni nazionali
- Southern Football League: 1

Gresley Rovers: 1996-1997

#### Competizioni regionali
- Derbyshire Senior Cup: 2

Gresley Rovers: 1995-1996, 1996-1997
- Lancashire Junior Cup: 1

Southport: 1997-1998

### Allenatore

#### Competizioni nazionali
- Southern Football League: 1

Gresley Rovers: 1996-1997

#### Competizioni regionali
- Derbyshire Senior Cup: 2

Gresley Rovers: 1995-1996, 1996-1997
- Lancashire Junior Cup: 1

Southport: 1997-1998